# Taça Europeia de Clubes de Futebol de Praia
A Taça Europeia de Clubes de Futebol de Praia (Euro Winners Cup em inglês) é um torneio anual de futebol de praia na qual participam os campeões dos principais Campeonatos Nacionais de Futebol de Praia, realizado na Europa, de modo semelhante à Liga dos Campeões da UEFA.

## Palmarés
| Ano  |                      | Final             | Final             | Final                |           | 3º/4º lugar          | 3º/4º lugar       | 3º/4º lugar |
| Ano  | Campeão              | Resultado         | Finalista Vencido | 3º Lugar             | Resultado | 4º Lugar             |                   |             |
| ---- | -------------------- | ----------------- | ----------------- | -------------------- | --------- | -------------------- | ----------------- | ----------- |
| 2013 | Lokomotiv de Moscovo | 3 – 0             | Griffin Kiev      | Beşiktaş JK          | 3 – 1     | Grasshoppers         |                   |             |
| 2014 | BSC Kristall         | 2 – 0             | Milano BS         | SC Braga             | 4 – 1     | Sable Dancers Berna  |                   |             |
| 2015 | BSC Kristall         | 6 – 2             | Catania BS        | FC Vybor             | 3 – 2 pro | Lokomotiv de Moscovo |                   |             |
| 2016 | Viareggio            | 6 – 6 (7 – 6 pen) | Artur Music       | SC Braga             | 5 – 4     | Catania BS           |                   |             |
| 2017 | SC Braga             | 8 – 5             | Artur Music       | Lokomotiv de Moscovo | 5 – 4     | FC Delta Saratov     |                   |             |
| 2018 | SC Braga             | 3 – 3 (5 – 4 pen) | BSC Kristall      | KP Łódź              | 4 – 3     | Lokomotiv de Moscovo |                   |             |
| 2019 | SC Braga             | 6 – 0             | KP Łódź           | Levante UD           | 7 – 6     | FC Delta             |                   |             |
| 2020 | BSC Kristall         | 3 – 3 (1 – 0 pen) | SC Braga          | Real Münster         | 7 – 6     | Marbella             |                   |             |
| 2021 | BSC Kristall         | 6 – 3             | SC Braga          | San Francisco        | 7 – 4     | Real Münster         |                   |             |
| 2022 | Casa Benfica Loures  | 3 – 1             | SC Braga          | Kafr Qasim BS Club   | 7 – 2     | Grand-Motte Pyramide |                   |             |
| 2023 | Kafr Qasim BS Club   | 3 – 3 (5 – 3 pen) | Pisa 2014         | ACD Sótão            | 3 – 2     | Huelva               |                   |             |
| 2024 |                      | SC Braga          | 5 – 3             | Pisa 2014            |           | ACD Sótão            | 7 – 4             | Huelva      |
| 2025 |                      | Catania BS        | 6 – 1             | Kafr Qasim BS Club   |           | TSOR Mogilev         | 2 – 2 (5 – 4 pen) | Marbella    |

### Palmarés por clube
| Equipa               | Títulos                    | Vice-campeonatos     | Terceiro lugar |
| -------------------- | -------------------------- | -------------------- | -------------- |
| SC Braga             | 4 (2017, 2018, 2019, 2024) | 3 (2020, 2021, 2022) | 2 (2014, 2016) |
| BSC Kristall         | 4 (2014, 2015, 2020, 2021) | 1 (2018)             | -              |
| Kafr Qasim BS Club   | 1 (2023)                   | 1 (2025)             | 1 (2022)       |
| Catania BS           | 1 (2025)                   | 1 (2015)             | –              |
| Lokomotiv de Moscovo | 1 (2013)                   | –                    | 1 (2023)       |
| Viareggio            | 1 (2016)                   | –                    | –              |
| Casa Benfica Loures  | 1 (2022)                   | –                    | –              |
| Artur Music          | –                          | 2 (2016, 2017)       | –              |
| Pisa 2014            | –                          | 2 (2023, 2024)       | –              |
| KP Łódź              | –                          | 1 (2019)             | 1 (2018)       |
| Griffin Kiev         | –                          | 1 (2013)             | –              |
| Milano BS            | –                          | 1 (2014)             | –              |
| ACD Sótão            | –                          | –                    | 2 (2023, 2024) |
| Beşiktaş JK          | –                          | –                    | 1 (2013)       |
| FC Vybor             | –                          | –                    | 1 (2015)       |
| UD Levante           | –                          | –                    | 1 (2019)       |
| Real Munster         | –                          | –                    | 1 (2020)       |
| San Francisco        | –                          | –                    | 1 (2021)       |
| TSOR Mogilev         | –                          | –                    | 1 (2025)       |

### Por país
| País         | Campeão | Vice | 3º classificado |
| ------------ | ------- | ---- | --------------- |
| Portugal     | 5       | 3    | 4               |
| Rússia       | 5       | 1    | 1               |
| Itália       | 1       | 4    | 0               |
| Israel       | 1       | 0    | 1               |
| Ucrânia      | 0       | 3    | 1               |
| Polónia      | 0       | 1    | 1               |
| Espanha      | 0       | 0    | 2               |
| Turquia      | 0       | 0    | 1               |
| Alemanha     | 0       | 0    | 1               |
| Bielorrússia | 0       | 0    | 1               |